# Циклограма (лінгвістика)
Циклограма (грец. κῠ́κλος — «коло», «той, що обертається» та γράμμα — «літера», «буква») — у лінгвістичному сенсі: слова, вірші, що переходять один в одного при графічному повторі.
Те ж саме, що й «колобуквиця», «колобуквень».

## Приклади
Слова-циклограми:
РАМАраМАРА
КОМАРкоМАРКО
Вірш-циклограма:
 Жаба бажа 

жала. Лажа…
(Володимир Книр, «Циклограмма про жабу, що лажає»)